# Cantón de Maisons-Laffitte
El cantón de Maisons-Laffitte era una división administrativa francesa, que estaba situada en el departamento de Yvelines y la región de Isla de Francia.

## Composición
El cantón estaba formado por dos comunas:
- Le Mesnil-le-Roi
- Maisons-Laffitte

## Supresión del cantón de Maisons-Laffitte
En aplicación del Decreto nº 2014-214 de 21 de febrero de 2014, el cantón de Maisons-Laffitte fue suprimido el 22 de marzo de 2015 y sus 2 comunas pasaron a formar parte del nuevo cantón de Sartrouville.